# Krajná Porúbka
Krajná Porúbka, russinisch Крайня Порубка/Krajnja Porubka (bis 1927 slowakisch „Porúbka“; ungarisch Végortovány – bis 1907 Krajnóporubka) ist eine Gemeinde im Nordosten der Slowakei mit 34 Einwohnern (Stand 31. Dezember 2024), die im Okres Svidník, einem Kreis des Prešovský kraj, sowie in der traditionellen Landschaft Šariš liegt.

## Geographie

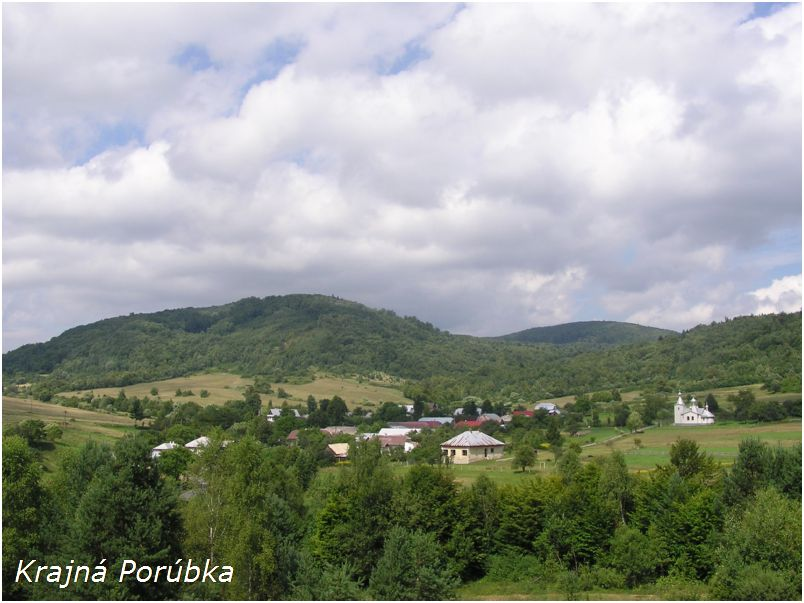
Krajná Porúbka

Die Gemeinde befindet sich in den Niederen Beskiden im Bergland Laborecká vrchovina sowie im Landschaftsschutzgebiet Východné Karpaty, im Tal des Baches Porubský potok im Einzugsgebiet der Ondava, unweit der Staatsgrenze zu Polen. Das Ortszentrum liegt auf einer Höhe von 420 m n.m. und ist 17 Kilometer von Svidník entfernt (Straßenentfernung).
Nachbargemeinden sind Dukla (Ortschaft Barwinek, PL) im Norden und Nordosten, Krajná Bystrá im Osten, Medvedie im Süden und Südwesten und Šarbov im Westen und Nordwesten.

## Geschichte
Krajná Porúbka wurde zum ersten Mal 1582 als Porubka schriftlich erwähnt und lag in der Herrschaft von Makovica. Sie entstand, worauf der Name hinweist, in einer Waldlichtung.
1787 hatte die Ortschaft 15 Häuser und 104 Einwohner, 1828 zählte man 26 Häuser und 200 Einwohner, die als Landwirte tätig waren, noch im 18. Jahrhundert waren sie durch Anbau von Hülsenfrüchten bekannt. In der Winterschlacht in den Karpaten um die Jahreswende 1914/15 wurde der Ort kurzzeitig durch russische Truppen besetzt.
Bis 1918 gehörte der im Komitat Sáros liegende Ort zum Königreich Ungarn und kam danach zur Tschechoslowakei beziehungsweise zur heutigen Slowakei. In der Zeit der ersten tschechoslowakischen Republik wanderten viele Einwohner aus. Im Zuge der Ostkarpatischen Operation und der Frontverschiebung im Oktober 1944 wurde Krajná Porúbka schwer beschädigt. Nach dem Zweiten Weltkrieg pendelte ein Großteil der Einwohner zur Arbeit in Industriegebiete  in Svidník und Košice, die Landwirte waren privat organisiert.

## Bevölkerung
| Jahr                | 1994 | 2004    | 2014    | 2024     |
| ------------------- | ---- | ------- | ------- | -------- |
| Anzahl der Personen | 61   | 56      | 52      | 34       |
| Unterschied         |      | −8,19 % | −7,14 % | −34,61 % |

| Jahr                | 2023 | 2024    |
| ------------------- | ---- | ------- |
| Anzahl der Personen | 33   | 34      |
| Unterschied         |      | +3,03 % |

Gemäß der Volkszählung 2011 wohnten in Krajná Porúbka 55 Einwohner, davon 38 Russinen, 14 Slowaken sowie jeweils ein Magyare und Rom. Ein Einwohner machte keine Angabe zur Ethnie.
42 Einwohner bekannten sich zur orthodoxen Kirche und 10 Einwohner zur römisch-katholischen Kirche. Zwei Einwohner waren konfessionslos und bei einem Einwohner wurde die Konfession nicht ermittelt.

## Denkmäler
- Militärfriedhof aus dem Ersten Weltkrieg

## Verkehr
In Krajná Porúbka endet die kurze Cesta III. triedy 3544 („Straße 3. Ordnung“) von Medvedie heraus.